# 日本映画データベース
日本映画データベース（にほんえいがデータベース、Japanese Movie Database、JMDb）は、1997年（平成9年）から運営されている日本映画についての日本のデータベースサイトである。2004年（平成16年）以降のデータはWalWikiで運営されている。

## 略歴・概要
1997年（平成9年）、Y. Nomuraが開設した。1899年（明治32年）から「現在」に至るまでの公開された情報をもとに構築した。開設時から2004年（平成16年）までの新作日本映画のデータは、設立者が更新していた。
作品、監督等のスタッフや俳優による人物別の作品一覧、公開年別の作品一覧のページで構成されている。一覧ページのリスティング序列は、年代の古いものから新しいものへの昇順であり、allcinema ONLINEやキネマ旬報DB、goo 映画等の日本語による他のデータベースが降順であるのと異なるのも特徴である。また上記の他のデータベースでは人物別の作品一覧に表示される際、年度内がランダムであるが、本データベースでは公開日がわかるものに関しては厳密に公開日順である。
キネマ旬報DB、および同サイトの情報を使用している「goo 映画」が、1919年（大正8年）7月の「キネマ旬報」誌の創刊以前の情報に関して欠落しているのに対し、本サイトは1899年からのデータが記載されており、日本映画創成期20年分の欠落を補完する。
日本映画、および第二次世界大戦前後に日本の映画人が関わった満洲国や中華民国等との合作映画、同様に戦後人材交流のあったショウ・ブラザーズ等の香港映画についても、日本の映画人が関わったものに関しては記述がある。公開された8ミリ映画等についても記載がある。公開時にフラッグシップとなった劇場名についても、各作品ページに記載がある。
2004年以降、YukiWikiベースのWikiであるWalWikiが導入され、同年以降の新作データについては更新入力が公開されたが、従来のデータベースはフィックスであり、また必ずしもリンクしていない。